# Entephria muscosaria
Entephria muscosaria är en fjärilsart som beskrevs av Pierre Chrétien 1893. Entephria muscosaria ingår i släktet Entephria och familjen mätare. Inga underarter finns listade i Catalogue of Life.